# Karanemoura appropinquata
Karanemoura appropinquata (лат.) — ископаемый вид веснянок из семейства Perlariopseidae. Монголия (аймак Дундговь, титонский ярус, Khoutiyn-Khotgor, Ulaan-Ereg Formation), юрские отложения (около 150 млн лет).

## Описание
Мелкие веснянки, длина тела от 10 до 15 мм, длина переднего крыла от 12 до 17 мм, ширина от 3 до 4 мм.
Вид Karanemoura appropinquata был впервые описан в 1987 году российским энтомологом Ниной Дмитриевной Синиченковой Архивная копия от 12 мая 2014 на Wayback Machine (Лаборатория артропод, Палеонтологический институт РАН, Москва) вместе с ископаемым видом Perlariopsis basalis и другими. Виды Karanemoura appropinquata, K. manca, K. abrupta, K. brevis, K. curvata, K. distalis, K. divaricata, K. perpropinqua, K. probata образуют ископаемый род Karanemoura Sinitshenkova, 1987.